# Zumpango (municipalité)
Pour les articles homonymes, voir Zumpango.

L'église à Zumpango d'Ocampo.

Zumpango (mot d'origine nahuatl) est l'une de 125 municipalités de l'État de Mexico au Mexique.

## Géographie
Zumpango se trouve au nord de Tequixquiac, à l'ouest d'Huehuetoca et au sud de Jaltenco, Nextlalpan et Tecámac. À son sud-ouest se trouve Teoloyucan et à l'est se trouve l'État d'Hidalgo.

## Situation administrative
San Juan Zitlaltepec (en) est un des quartiers de Zumpango.

## Transports
La ville comporte la base aérienne nº 1 de Santa Lucía (en).